# Sint-Servatiuskerk (Siegburg)
De Sint-Servatiuskerk (Duits: St. Servatiuskirche) is de rooms-katholieke parochiekerk van de Duitse plaats Siegburg. De kerk is gelegen in de Mühlenstraße aan de voet van de Michaëlsberg in het centrum van de stad. Het voor de kerk gelegen pleintje werd tot 1807 nog als kerkhof gebruikt.

## Geschiedenis
Men vermoedt dat de stichting van de aan Servatius gewijde kerk ergens tussen 950 en 1050 heeft plaatsgevonden. Algemeen wordt aangenomen dat het jaar 1169 het bouwbegin markeert van de huidige kerk. Omstreeks 1220 kwam met de voltooiing van de toren de bouw van de kerk gereed. Het middenschip van de basiliek met galerijen kreeg een vlakke zoldering en de zijschepen kruisgewelven.
Begin 13e eeuw werd de westelijke toren met twee tot zes verdiepingen verhoogd. Met de constructie van het huidige koor werd vanaf 1265/1270 begonnen als onderdeel van geplande bouwmaatregelen, die, waarschijnlijk wegens financiële tekorten, grotendeels niet werden uitgevoerd. In het vroege begin van de 16e eeuw werd het middenschip, door het optrekken van de muren van de lichtbeuken, op dezelfde hoogte gebracht als het koor en vervolgens van gewelven voorzien. Het zuidelijk zijschip werd geheel afgebroken en met gewijzigde hoogte en grotere vensters herbouwd.
In de 17e en 18e eeuw werd de kerk als gevolg van branden en oorlogen ettelijke malen verbouwd en gerenoveerd. In augustus 1647 werd de kerk getroffen door een grote stadsbrand, waarbij alle daken, de torenspits en de klokken verloren gingen. Pas in 1674 werd de toren met een barokke afsluiting hersteld. Het gebouw leed ook onder de Franse bezetting van 1794-1810, toen men de ruimte als lazaret en magazijn gebruikte. 
In de 19e eeuw werd de barokke torensafsluiting vervangen door de huidige spits. Tussen 1864 en 1869 wijzigde men eveneens de zijschepen en werden nog resten van de romaanse lichtbeuk verwijderd. In 1888 vernieuwde men de naast de toren gelegen delen van de zijschepen die sindsdien als toegang van de zijschepen dienen en waar zich ook de opgangen naar de galerijen bevinden. 
Toenemende luchtvervuiling en porositeit van het bouwmateriaal van de kerk noodzaakten tot regelmatige restauraties.

## Inrichting
- Op de begane grond van de toren, dat door een smeedijzeren hek van het kerkschip wordt gescheiden, bevindt zich de doopkapel. In de kapel bevindt zich een romaans doopvont (laat-12e-eeuws/vroeg-13e-eeuws). Aan de zijmuren van de ruimte zijn de veertien reliëfs van de kruiswegstaties opgehangen.
- Aan de arcadepijlers van de middenschipmuren staan de beelden van acht apostelen, waarvan er zes werden vervaardigd in het atelier van de Keulse beeldhouwer Tilman van der Burch (circa 1521).
- Op de noordelijke pijler van het koor staat op een console het levensgroot beeld van de Moeder Gods met Kind van lindenhout, een werk van Jeremias Geißelbrunn uit Augsburg (1640)
- Het hoofdaltaar (1903) heeft een vergulde opzet. De vleugels tonen van buiten de lijdensgeschiedenis van Christus en van binnen de levensgeschiedenis van de heilige Anno. In het middendeel staan de beelden van de zes heiligen waarvan de kerk relieken bergt. Het altaarblok en de eveneens uit marmer vervaardigde ambo zijn samen met het boven het altaar hangende kruis gemaakt door de Duitse beeldhouwer Sepp Hürten uit Keulen, het corpus aan het kruis is een werk uit circa 1500.
- De kerk herbergt nog drie altaren: in het noordelijk koor staat een aan de heilige Servatius gewijd barok altaar met een beeld van de heilige uit de 18e eeuw, in het zuidelijk koor bevindt zich een 19e-eeuws altaar met voorstellingen van Christus op het retabel en op de noordelijke galerij bevindt zich een Maria-altaar.
- De fraaie koorvensters (1958-1959) zijn een ontwerp van de voormalige Keulse dombouwmeester Willy Weyres.

## Afbeeldingen

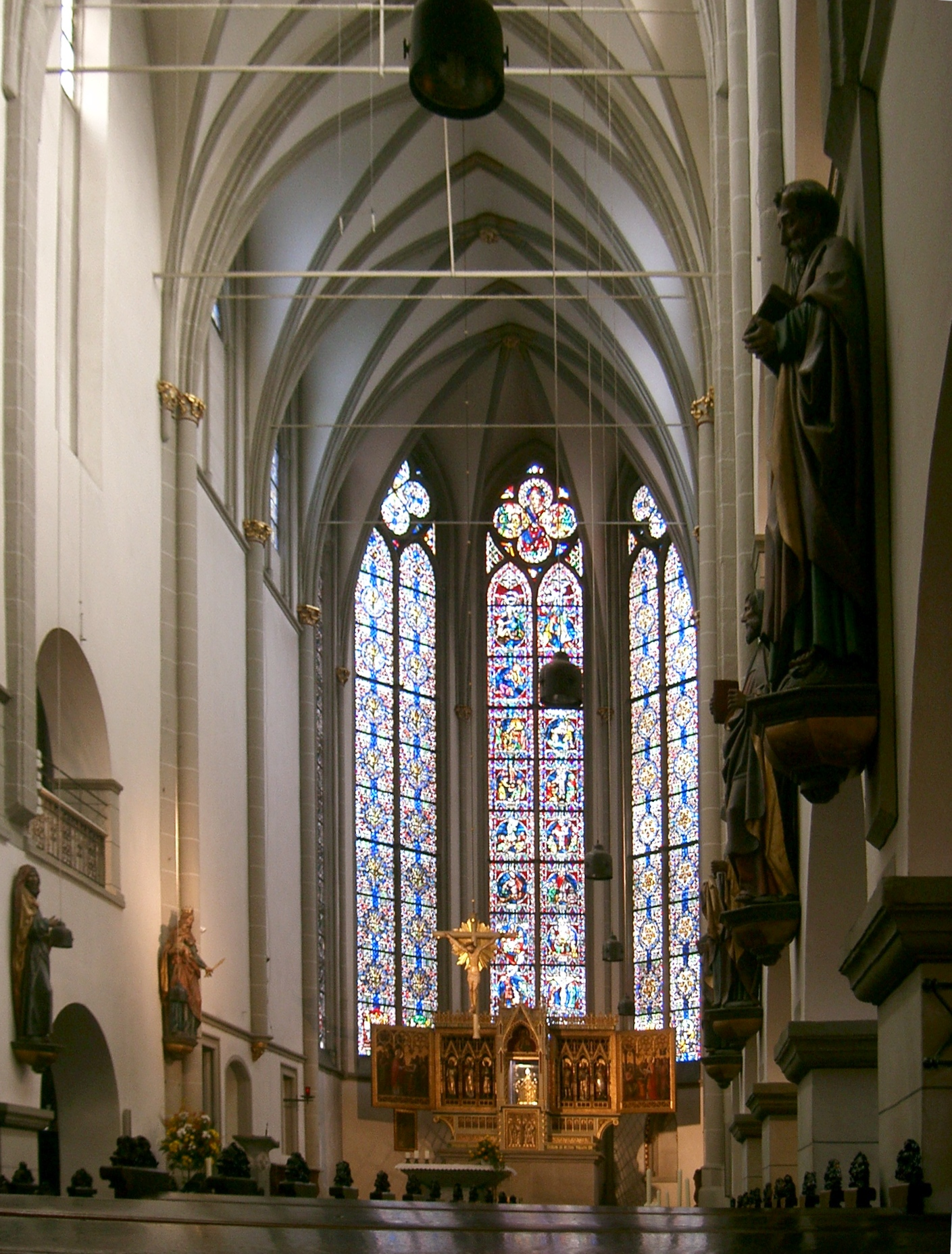
Interieur
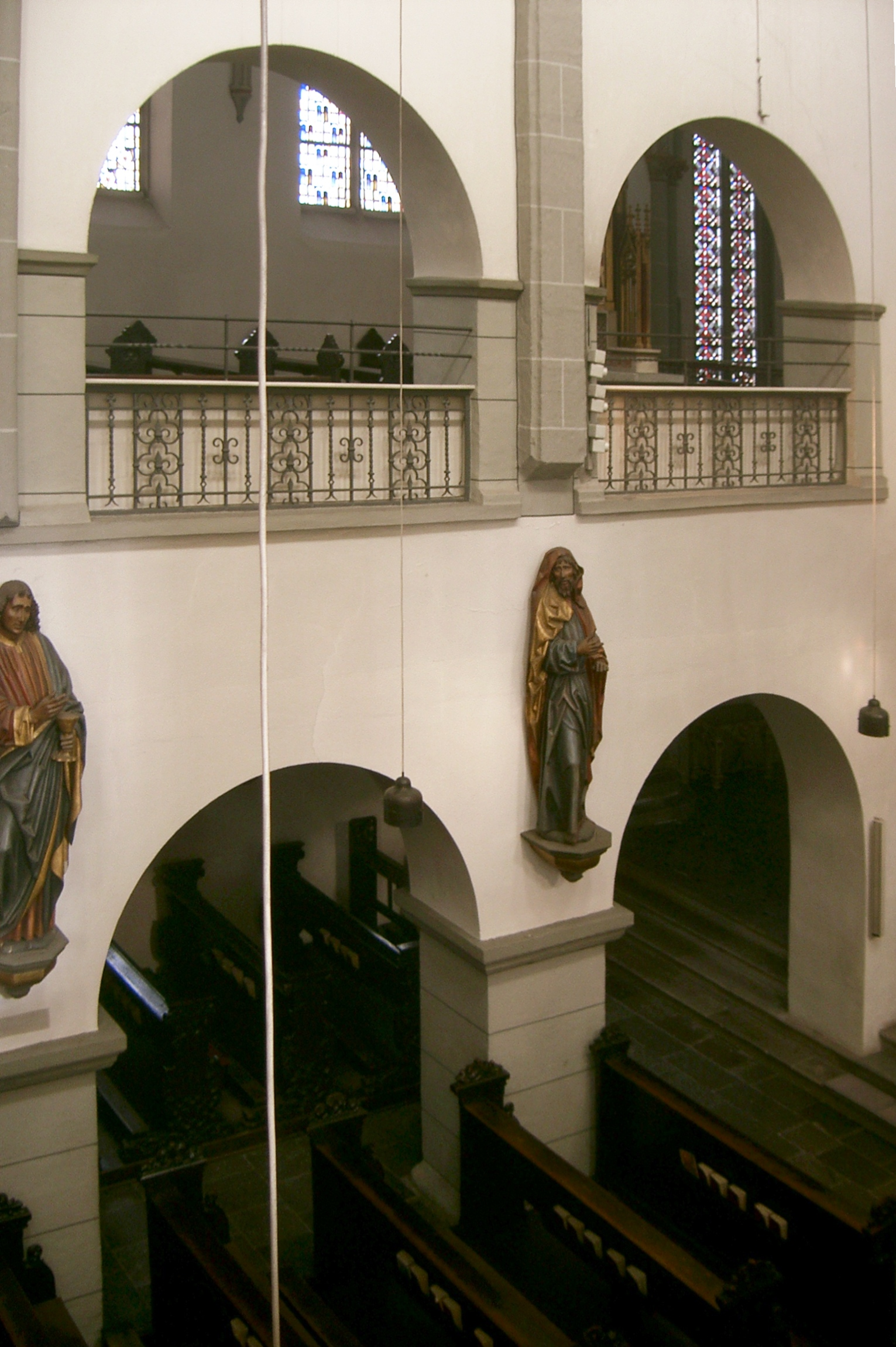
Noordelijke muur van het kerkschip met galerij
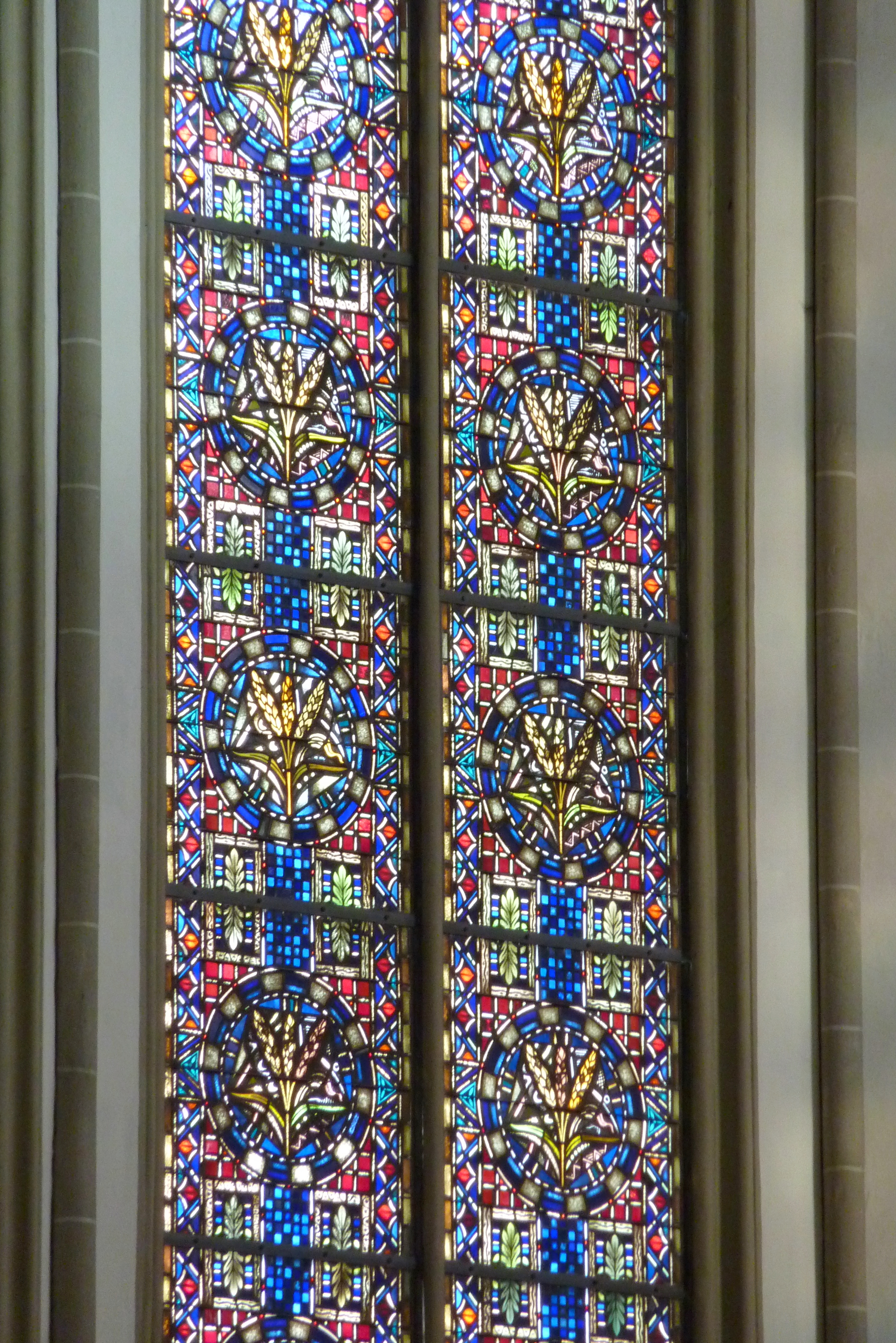
Koorvenster